# Wendeta
Wendeta, vendetta, wróżda – zemsta jednej grupy na drugiej za zabójstwo krewnego. Rodzi to stosunek społeczny oparty na wzajemnej morderczej wrogości.
Słowo „wendeta” (wł. vendetta z łac. vindicta) to termin określający krwawą zemstę. Bardzo stary, archaiczny obyczaj ludowy, wywodzący się z Sycylii i znany także na Korsyce, został zaadaptowany przez środowisko włoskich mafii czy syndykatów. Oznaczał „polowanie” całej mafijnej organizacji na osobę wskazaną przez ojca chrzestnego. Jeżeli osoba zdradziła rodzinę lub zabiła jej członka, zaczyna się polowanie na nią celem jej zlikwidowania.
Vendetta oznacza także nieustanny konflikt, oparty na założeniu wet za wet, co prowadzi do niekończącej się wojny między rodzinami mafijnymi.
Słowo to jest stosowane także dla opisu podobnego lub nawet tożsamego zjawiska „zemsty za krew” w innych kulturach, np. dla albańskiego obyczaju gjakmarrja czy obyczaju pomsty znanego wśród ludów Kaukazu Północnego (m.in. wśród Czeczenów).
Wyraz „wróżda” był używany przez plemiona słowiańskie (Ranowie, Obodryci, Czrezpienianie i inne). Zjawisko występowało także na ziemiach śląskich w XIII wieku. Na Mazowszu została zakazana w 1377 roku, w Prusach w rewizji toruńskiej prawa chełmińskiego (1594) oraz landrechcie pruskim (1620).